# 瀧山麻土香
瀧山麻土香（たきやま まどか）はフジテレビ編成制作局のプロデューサーでドラマ制作センター所属のドラマプロデューサー、映画プロデューサー。

## 手掛けた作品

### ドラマ
- この世の果て（1994年・プロデュース補）
- 怖い女シリーズ・「結婚させない女」（1997年・プロデューサー）
- 山村美紗サスペンス 赤い霊柩車シリーズ
  - シリーズ8・「燃える棺」（1997年・プロデューサー）
  - シリーズ12・「二度死んだ死体」（2000年・プロデューサー）
- それが答えだ!（1997年・企画）
- ショムニ（1998年・企画）
- 太閤記 サルと呼ばれた男（2003年、2004年・プロデューサー）
- 熱烈的中華飯店（2003年・プロデュース）
- 離婚弁護士1（2004年・プロデュース）
- 読むドラ。・「早春スケッチブック」第8話（2004年・プロデューサー）
- ディビジョン1
  - 「2H－TWO HOURS－」（2004年・プロデュース）
  - 「産隆大學應援團」（2005年・プロデューサー）
- チェケラッチョ!! in TOKYO（2006年・企画）
- 永遠の1.8秒（2007年・プロデュース）
- プロポーズ大作戦（2007年・プロデュース）
- ハチミツとクローバー（2008年・プロデュース）
- ヴォイス〜命なき者の声〜（2009年・プロデュース）
- 親父の一番長い日（2009年・企画）
- 世にも奇妙な物語'09秋の特別編（2009年・企画）
  - 世にも奇妙な物語 20周年スペシャル・春 〜人気番組競演編〜（2010年・企画）
  - 世にも奇妙な物語 21世紀 21年目の特別編（2011年5月14日・編成企画）
- 土曜プレミアム新春スペシャルドラマ　最後の約束（2010年・企画）
- 泣かないと決めた日（2010年・企画）
- 絶対零度〜未解決事件特命捜査〜（2010年・アソシエイトプロデューサー）
- フリーター、家を買う。（2010年10月 - 12月・編成企画）
  - フリーター、家を買う。スペシャル（2011年10月4日・編成企画）
- スクール!!（2011年1月 - 3月・企画統括）
- マルモのおきて（2011年4月 - 7月・編成企画）
  - マルモのおきてスペシャル（2011年10月9日・編成企画）
- 謎解きはディナーのあとで（2011年10月 - 12月・企画統括）

### 映画
- 世にも奇妙な物語 映画の特別編（2000年・アシスタントプロデューサー）
- プラトニック・セックス（2001年・プロデューサー）
- 卒業（2002年・プロデューサー）
- NIN×NIN 忍者ハットリくん THE MOVIE（2004年・プロデューサー）
- チェケラッチョ!!（2006年・プロデューサー）

### アニメ
- 家なき子レミ（1996年・プロデューサー）
- みどりのマキバオー（1996年・プロデューサー）
- 烈火の炎（1997年・プロデューサー）
- どっきりドクター（1998年・プロデューサー）
- GTO（1999年・プロデューサー）